# Harold Barker
Harold Ross Barker, född 12 april 1886 i Marylebone, död 29 augusti 1937 i Henley-on-Thames, var en brittisk roddare.
Barker blev olympisk silvermedaljör i fyra utan styrman vid sommarspelen 1908 i London.